# Колонія (фільм, 2013)
«Колонія» (англ. The Colony) — канадський постапокаліптичний фільм, фантастичний фільм жаху 2013 р. режисера Джеффа Ренфро. Мав обмежений випуск 26 квітня 2013-го в Канаді, випущений 20 вересня 2013 р. в Сполучених Штатах.

## Сюжет
У 2045 році люди навчилися будувати машини для керування погодою. Але одного дня раптово пішов безперервний сніг і машини зламалися. Люди були змушені сховатися під землею в спеціальних бункерах, щоб уникнути жахливого холоду на поверхні. Їх проблемою стало вирощування їжі і контроль за захворюваннями. Два колишніх солдати, Бріггз і Мейсон, керують одним із таких бункерів — Колонією №7.
З найближчої Колонії №5 надходить сигнал лиха, Бріггз, Сем і Грейдон відправляються туди. По прибуттю вони виявляють, що населення колонії кудись зникло і всюди видно сліди боротьби і кров. Вони знаходять зачинені двері, за якими виявляють Лейланда. Він показує їм повідомлення про те, що група людей змогла дістатися до погодної машини, полагодити її і розтопити сніг. Лейланд розповідає як хтось прийшов по слідах однієї з їхніх груп і влаштував різанину в Колонії. Він відмовляється йти зі свого притулку і залишається за зачиненими дверима. Бріггз з напарниками починають обходити приміщення Колонії №5 і знаходять групу канібалів, що підкоряються своєму ватажкові. Ті починають переслідувати прибулих, і вбивають Грейдона. Бріггз і Сем вилазять назовні по вентиляційній шахті та підривають її.
Дорогою додому Бріггз і Сем виявляють переслідувачів, що вижили під час вибуху Колонії №5. Вони планують затримати їх на напівзруйнованому автомобільному мосту, але при його підриві гине Бріггз. Сем добрався до Колонії та виявляє, що Мейсон захопив керівництво там. Мейсон відмовляється слухати Сема і садить його і його подругу Кай під арешт. Їм вдається звільнитися, Сем показує Кай на комп'ютері дані з супутника про працюючу погодну машину. В цей же час канібали нападають на Колонію. Жителі Колонії намагаються відбиватися і гинуть один за іншим. Гине і Мейсон. Сем вступає в сутичку з ватажком канібалів і вбиває його. Люди, що вижили, рятуються через вентиляційну систему і йдуть з палаючої Колонії на пошуки працюючої погодної вишки.

## Ролі
- Лоуренс Фішберн — Бріггз
- Білл Пекстон — Мейсон
- Кевін Зегерс — Сем
- Шарлотта Салліван — Кай
- Джон Тенч — Віктор
- Аттікус Дін Мітчелл — Грейдон
- Дрю Вігевер — лідер канібалів
- Романо Орзарі — Рейнольдс
- Майкл Мендо — Купер
- Ерл Пастко — науковець
- Джуліан Річінгс — Лейланд

## Виробництво
Перший фільм, знятий у виведеному з експлуатації об'єкті NORAD (Північноамериканське командування аерокосмічної оборони) в Північній бухті, Онтаріо, Канада.
У фільмі — троє акторів, які знімалися з Арнольдом Шварценеггером. Лоуренс Фішберн з'явився в Червоній спеці (1988), Білл Пакстон — в Правдивій брехні (1994), а Кевін Зегерс — 478 (2016).
Розташування рятівної вишки, яку виявляє Сем, відображається в координатах, що є місцем розташування Сілвертона, OR 97381, США.

### Неточності
Льодовик, показаний під мостом, формувався би набагато довше, ніж одне людське покоління.
Божевільні канібали чи ні, вони все ще є людьми з людськими слабкостями. Будучи розстріляними в тулуб впритул, вони будуть або серйозно поранені, або мертві. Незалежно від того, наскільки вони змінилися психічно.
Коли головні герої рятуються від канібалів і ховаються в гелікоптері, вони проходять пішки по своїх слідах. Але показаний в фільмі снігопад засипав би ці стежки за лічені хвилини.

## Сприйняття
Рейтинг фільму на сайті IMDb — 5,3/10 на основі 25 882 голосів, Rotten Tomatoes — 16% свіжості, 21% оцінка аудиторії.